# Erker

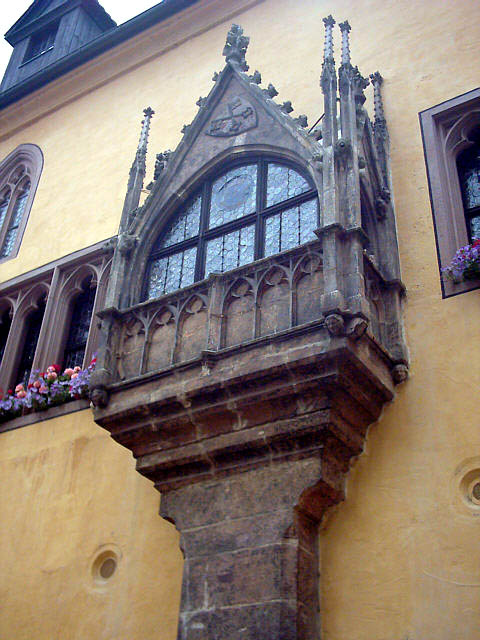
Gotischer Erker am Reichssaal des Alten Rathauses in Regensburg

Redendes Wappen von Erkheim

Ein Erker (mhd. erker[e], wohl ein Lehnwort aus nordfrz. arquière für „Schützenstand“ oder „Schießscharte“, eigentlich „Mauerausbuchtung“) ist ein geschlossener, überdachter, über ein oder mehrere Geschosse reichender Vorbau an der Fassade eines Hauses. Im Gegensatz zur Auslucht steigt der Erker nicht vom Boden auf, sondern wird von einer auskragenden Balkenlage oder Konsolen getragen. Eine Auslucht kann allerdings auch als Standerker bezeichnet und als Form des Erkers angesehen werden. Davon lässt sich allerdings der Risalit unterscheiden, der als Gebäudeteil aus der Fassade hervortritt und die gesamte Fassade einnimmt. Die Übergänge zum Balkon, der auch überdacht und verglast sein kann, sind fließend. Ein Zwerchhaus wird manchmal als Dacherker bezeichnet.

## Wehrfunktion

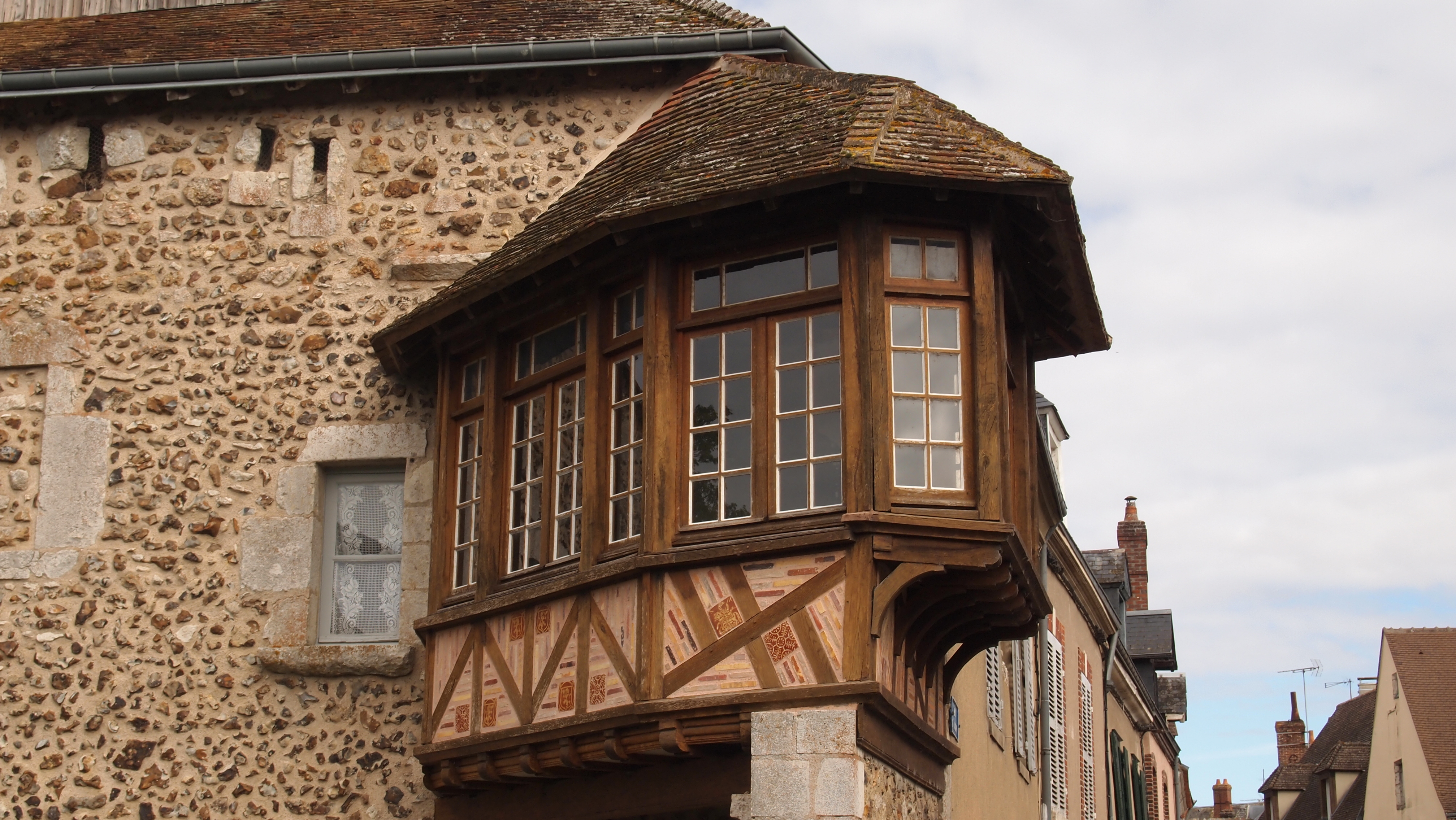
Erker Bonneval-Eure et Loir

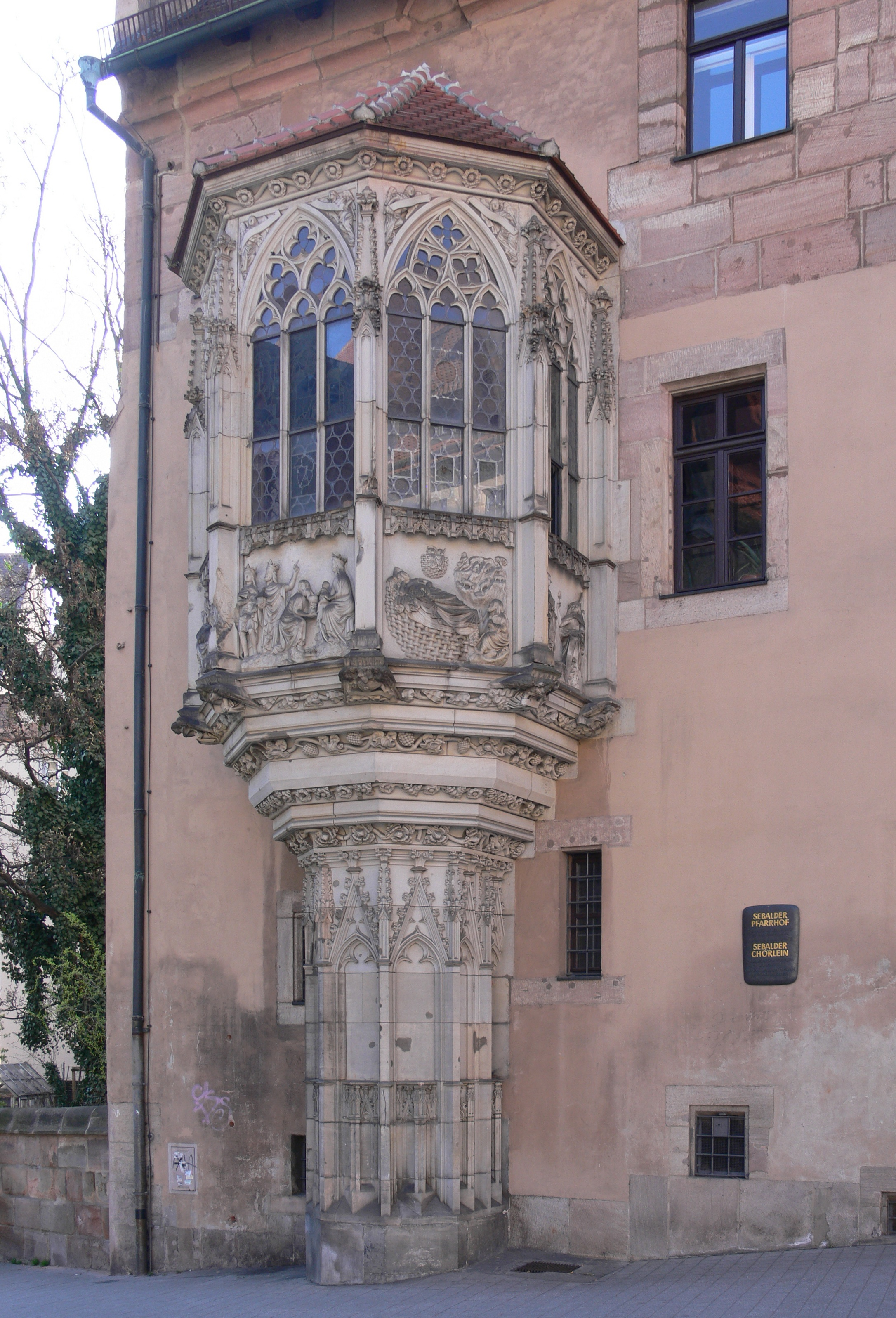
Chörlein am Sebalder Pfarrhof, Nürnberg, vor 1361

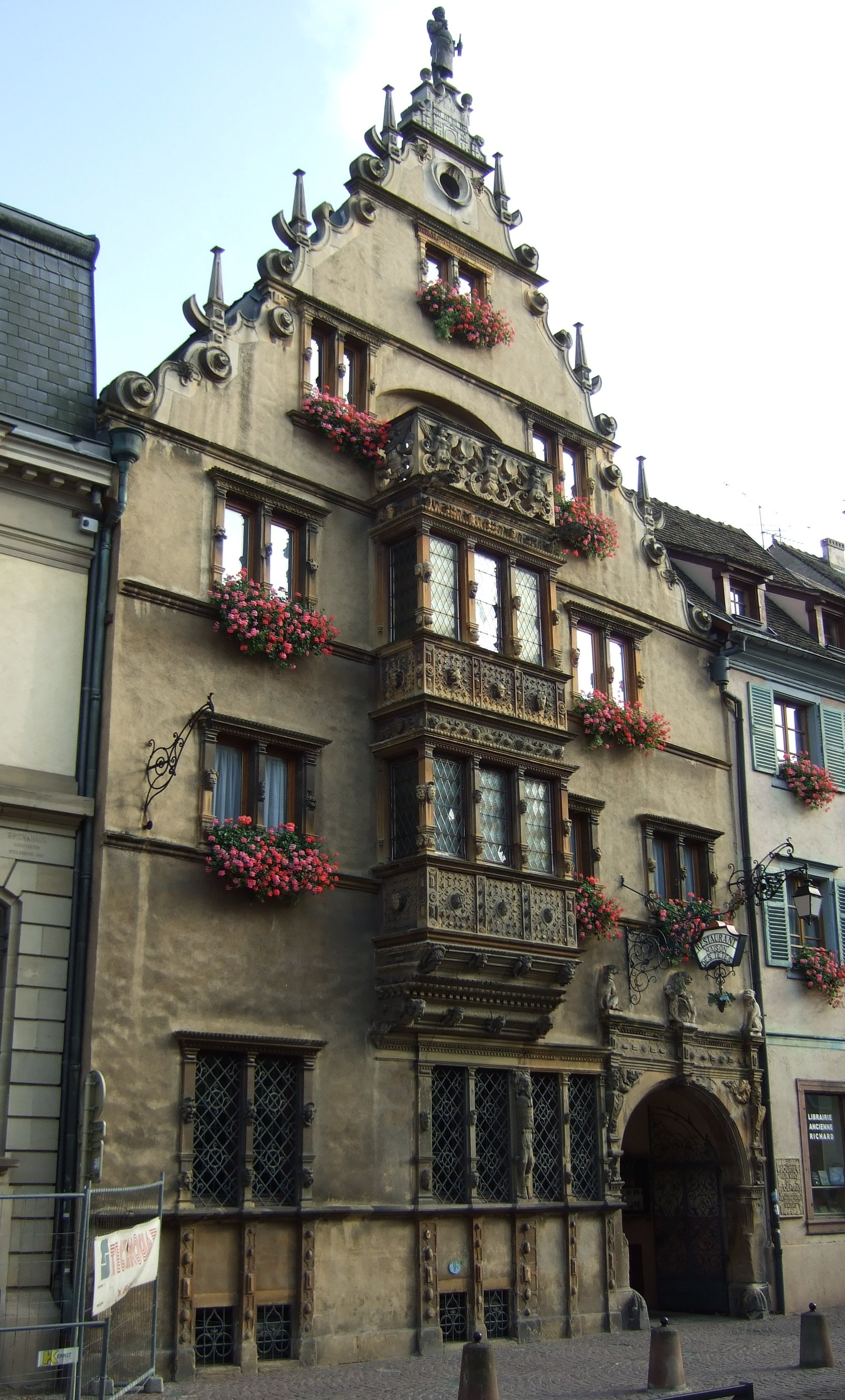
Zweistöckiger Renaissance-Erker an einem Wohnhaus (Maison des têtes) in Colmar

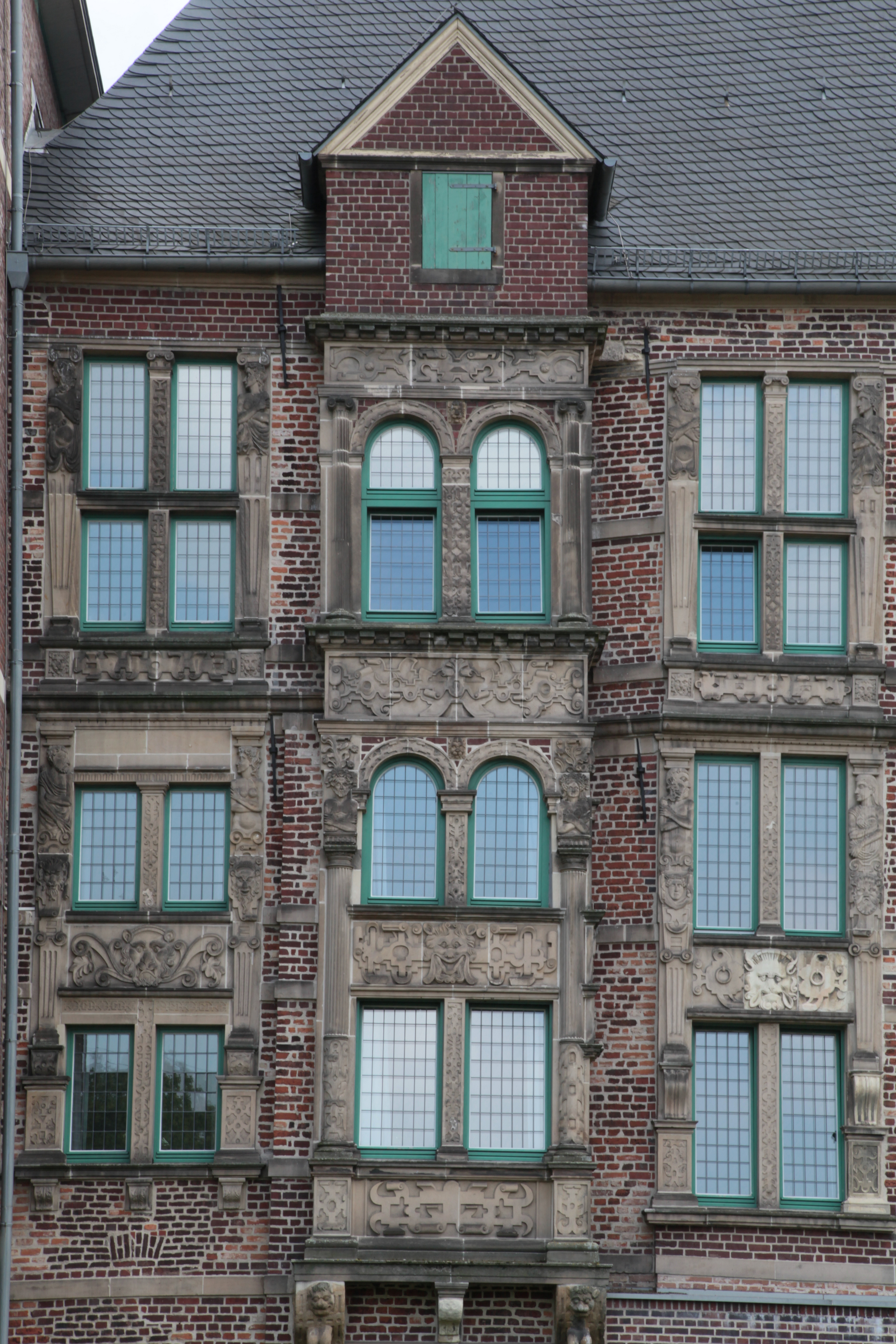
Mehrstöckiger Renaissance-Erker an der Westfassade von Schloss Horst in Gelsenkirchen

Erker waren besonders im Mittelalter an Wehrbauten beliebt. Zum einen konnte man von ihnen aus die Mauer besser übersehen und mögliche Angreifer aus der Deckung heraus mit Wurfgeschossen bekämpfen (siehe auch: Wehrerker). Bei einem Eckerker hatte man einen günstigen Blickwinkel von 270°. Zum anderen konnte ein nach unten offener Aborterker auch als Toilette dienen.

## Kapellenerker
Kapellenerker (auch Chörlein genannt) befinden sich oft an Burgen, Patrizierhäusern und Schlössern. Die eingeschossigen Altarräume dienen als Burg- oder Hauskapelle. Ein Kirchengebot untersagt Wohnräume über dem Altar. Ob es sich beim Chörlein des Sebalder Pfarrhofs in Nürnberg um einen Erker oder um eine Auslucht handelt, ist strittig.

## Wohnraum

### Frühneuzeitliche Architektur
Seit der Spätgotik und der Renaissance diente der Stubenerker im Wohnhaus zur Erweiterung der Wohnfläche, zur besseren Belichtung der Erkerzimmer und als künstlerisches Gliederungsmotiv der Fassade. Wenn der Erker nur auf Höhe der Fenster, also ohne die Brüstung aus der Fassade vorspringt, so ist dies ein Fenstererker und nicht ein Erkerfenster, da alle Fenster von Erkern so genannt werden. Oft ist der Erker als Erkertürmchen mit einem Dach bis über die Traufkante hochgeführt. In Landshut führte im Mittelalter die oftmalige Instabilität vieler Erker an Wohnbauten zu Einstürzen, worauf diese dort verboten wurden.

### Islamische Tradition
In islamischen Ländern ist ein als Erker ausgebildeter Maschrabiyya (ornamentales Holzgitter) ein häufig anzutreffendes Bauteil, das Frauen auch ohne Verschleierung die Möglichkeit bietet, das Straßenleben zu beobachten und einen gut belüfteten Sitzplatz zu genießen.

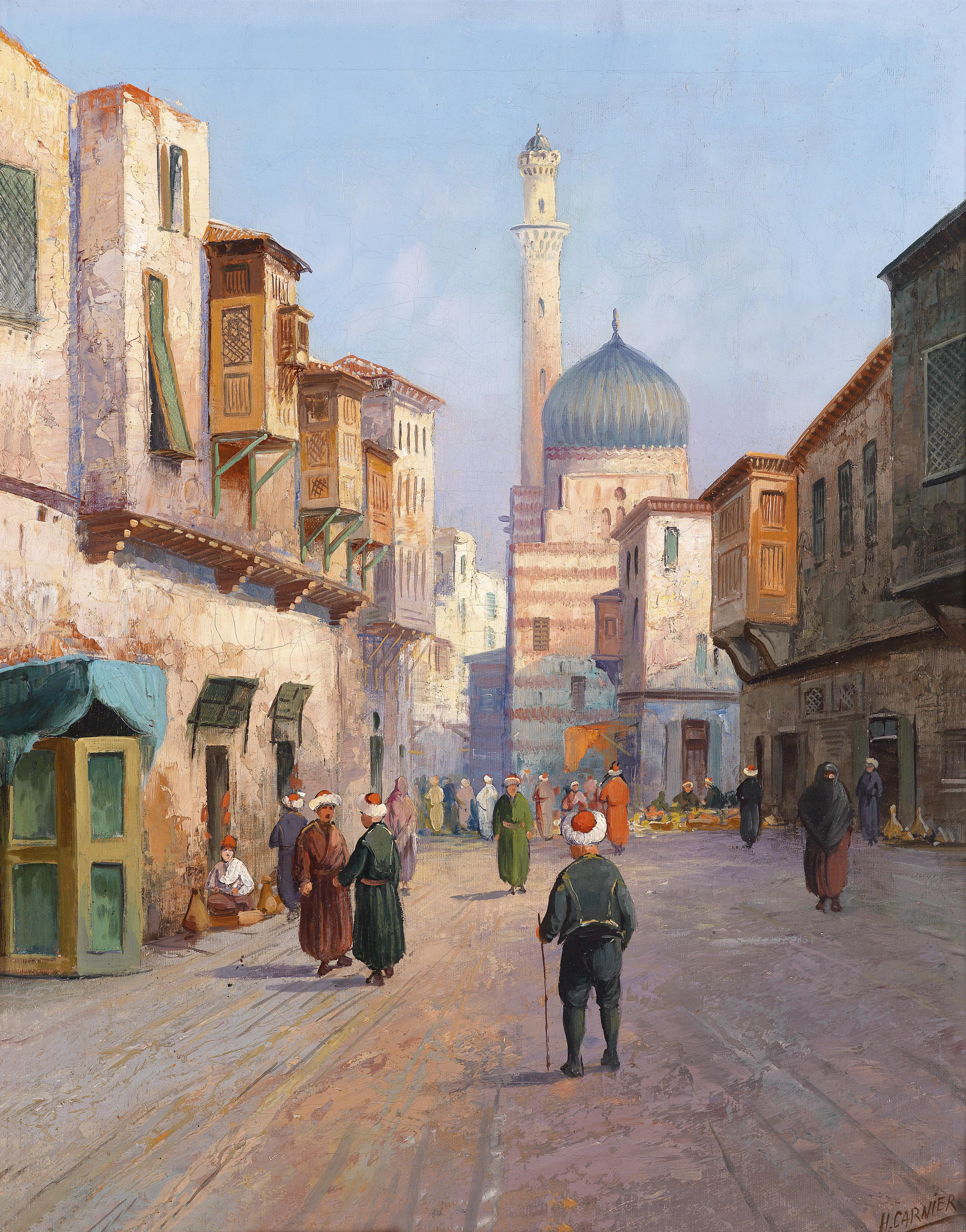
Orientalische Straßenszene mit Erkern, Gemälde von Karl Kaufmann
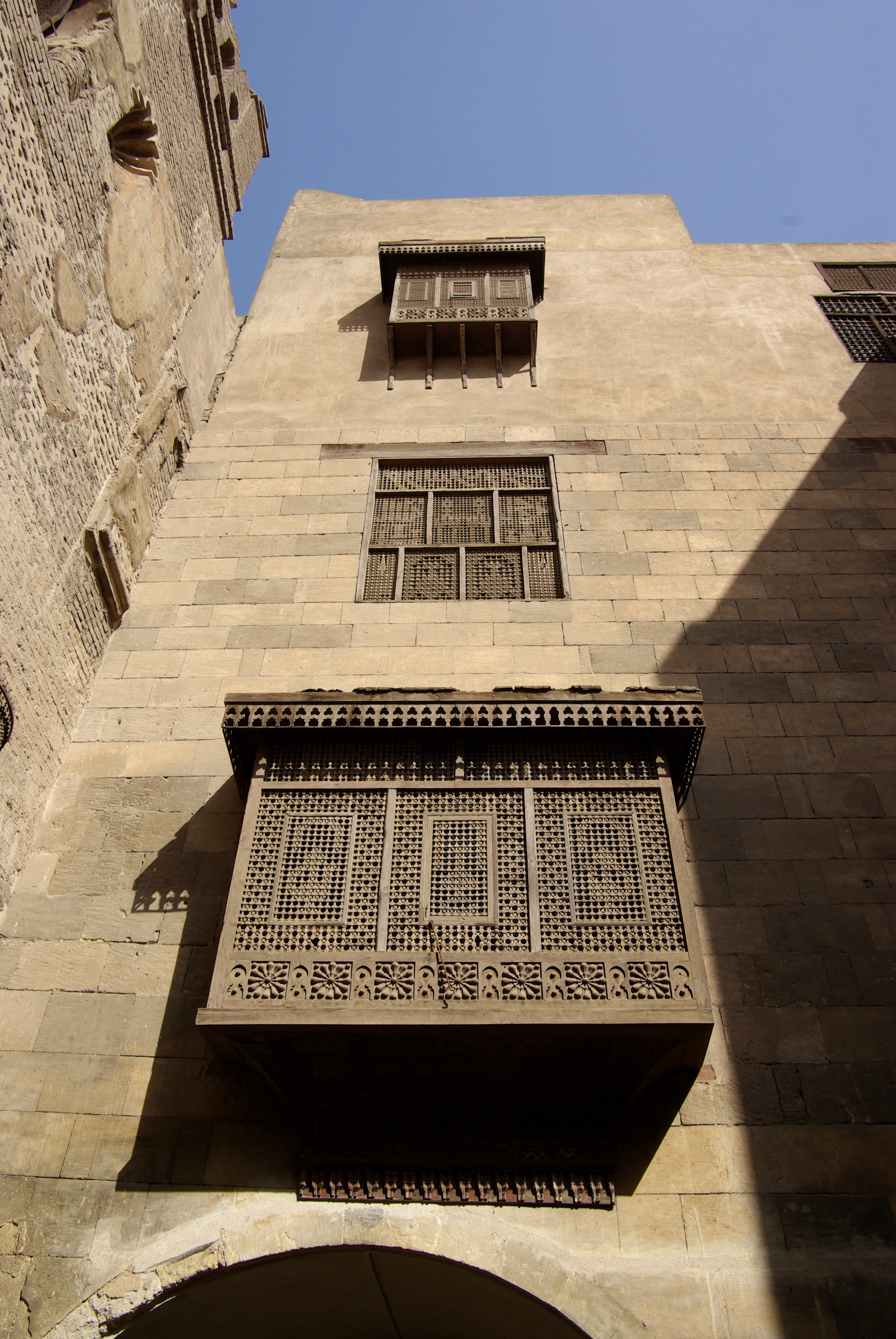
Holzerker in Kairo (Gayer Anderson Museum)

### Neuzeitliche britische Tradition
Als Mittel optischer Erweiterung des Innenraums und eines größeren Ausblicks auch zu den Seiten hin sind die als Bay Windows bekannten, aus der Außenwand hervortretenden Fenstersysteme seit der viktorianischen Architektur der 1870er Jahre und noch bis heute eine ausgesprochen populäre Konstante der britischen Wohnarchitektur für die Massen.
Im allgemeinen Sprachgebrauch wird Bay Window unterschiedslos als Überbegriff sowohl auf Ausluchten wie auch auf Erker angewendet, da sie sich in der Erscheinung sehr ähneln und die Funktion genau dieselbe ist. Zahlenmäßig überwiegen Ausluchten die Erker bei weitem. Die spezielle Bezeichnung Oriel Window für den Erker ist eher dem wissenschaftlichen Sprachgebrauch vorbehalten und wird zumeist auf historische oder historisierende Bauten angewendet.
Vom britischen Vorbild ausgehend findet diese Verwendung des Bay Window Einzug in die Wohnarchitektur anderer englischsprachiger Länder, besonders in die USA, Kanada, Australien und Neuseeland. Tatsächliche Erker kommen hier häufiger zum Einsatz als auf den britischen Inseln. Die Stadt San Francisco weist eine hohe Konzentration von Fenstererkern auf. Einem breiten Publikum vertraut sind die beiden markanten Erker am fiktiven Wohnhaus der Familie Simpson aus der Zeichentrickserie Die Simpsons.
Die Vorzüge der Lichtzuführung von mehreren Seiten in den Erkerzimmern wurden bereits 1864 mit dem Pionierbau Oriel Chambers in Liverpool durch den lokalen Architekten Peter Ellis (1808–1888) in die Geschäftsarchitektur übertragen. Von hier ausgehend, spielen sie für einige Zeit im späten 19. Jahrhundert auch eine Rolle in den frühen Wolkenkratzern der Chicagoer Schule. Die häufig unterschiedliche Gestaltung des Erdgeschosses bringt es mit sich, dass es sich hier um wirkliche Erker handelt, die sich oft bis zum Dach erstrecken.

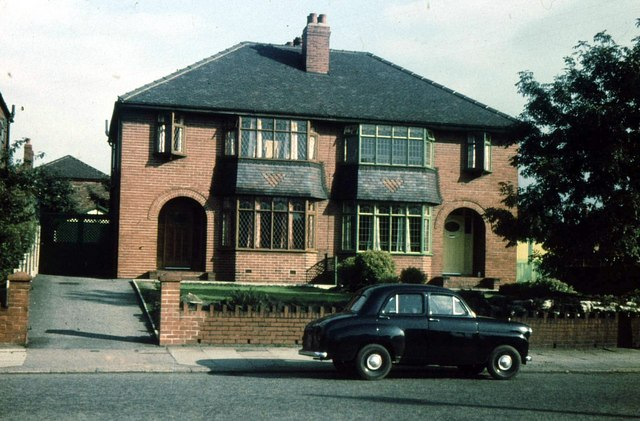
Typisches britisches Doppelhaus der 1930er Jahre mit Bay Windows (hier als Ausluchten), Chadderton, Greater Manchester
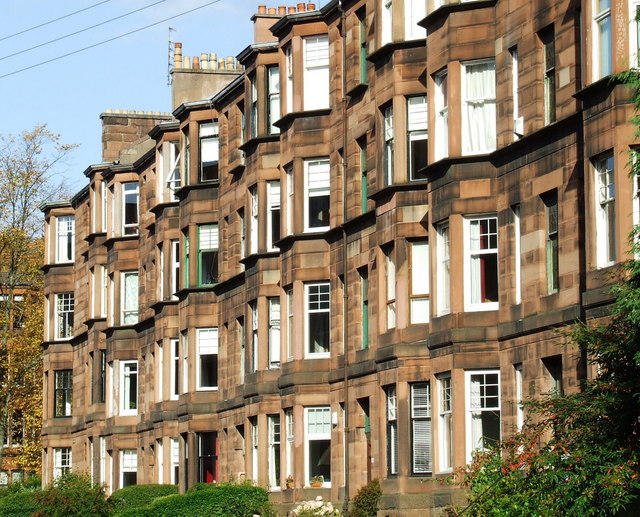
Wohnungen mit Bay Windows in Hyndland, Glasgow, spätes 19. oder frühes 20. Jahrhundert
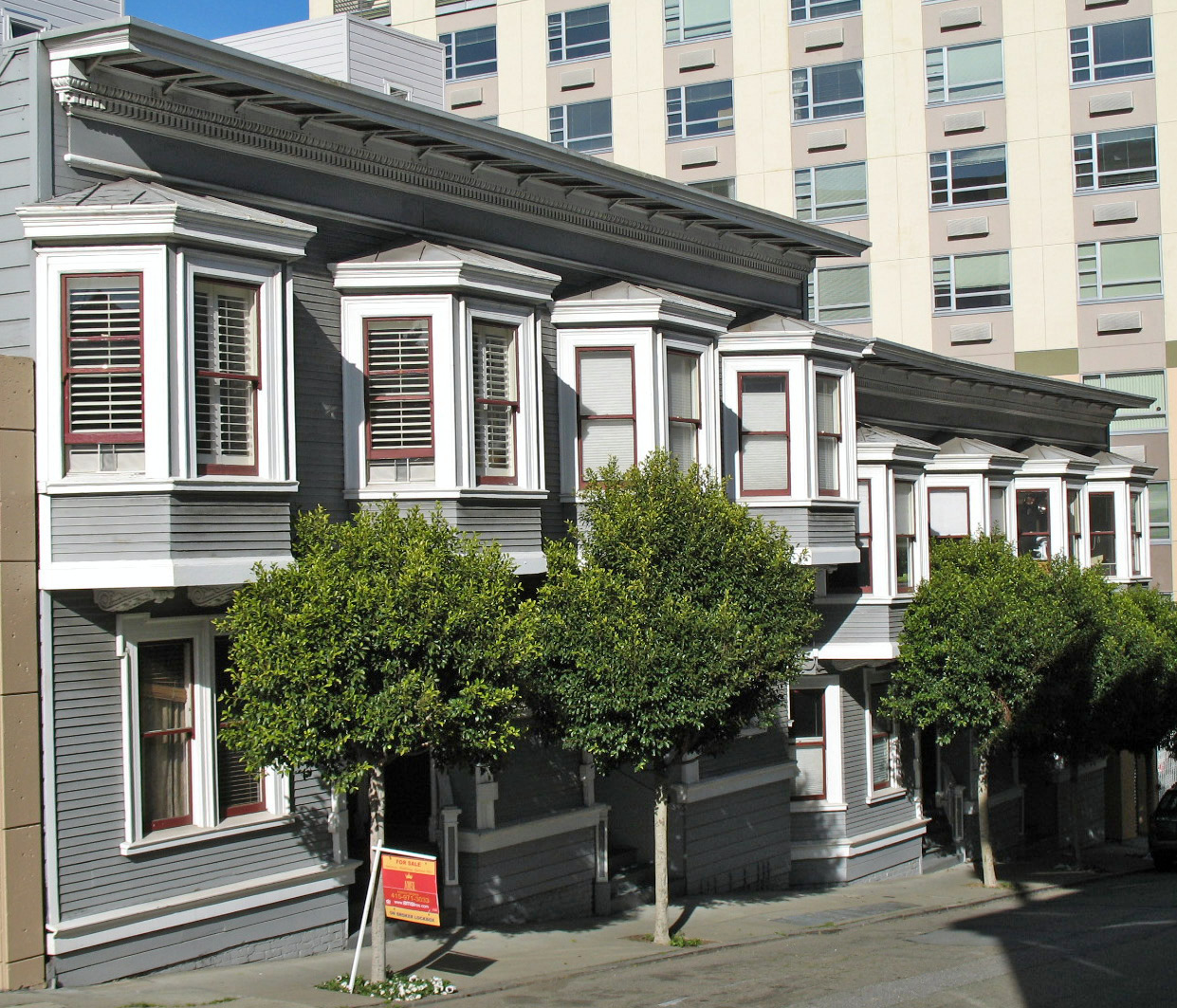
Fenstererker in San Francisco
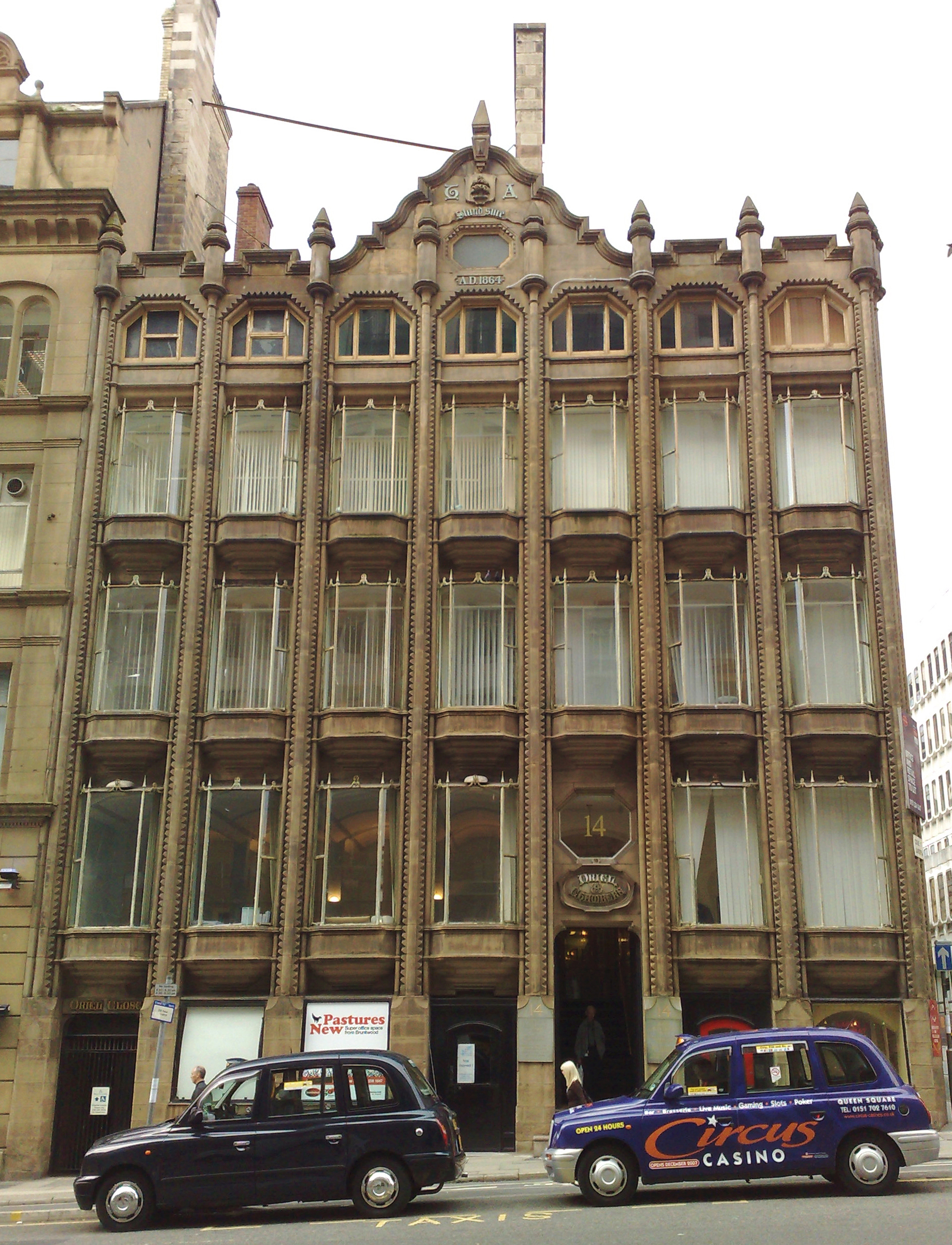
Oriel Chambers, Liverpool, von Peter Ellis, 1864
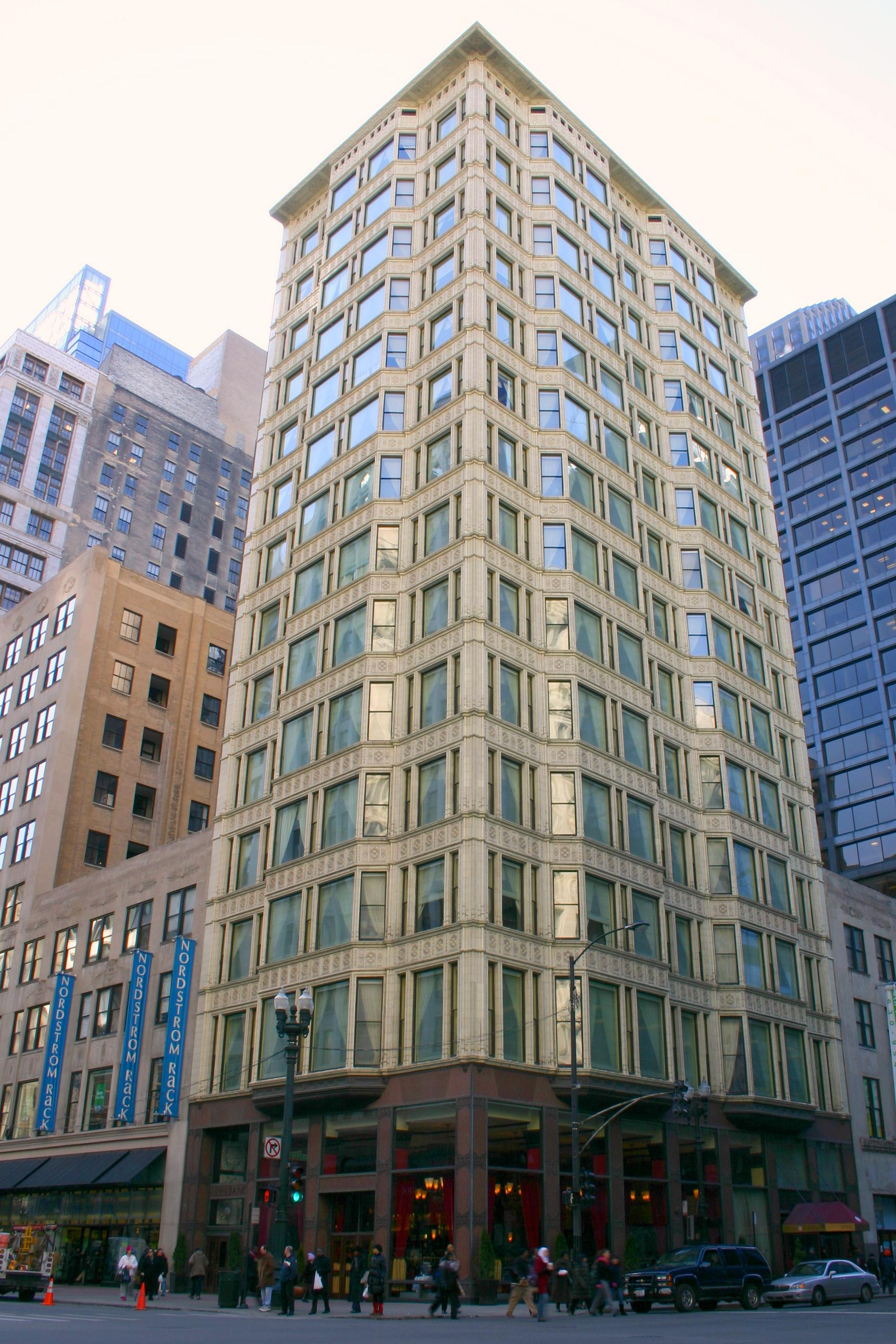
Reliance Building, Chicago, von Burnham and Root, 1890–95
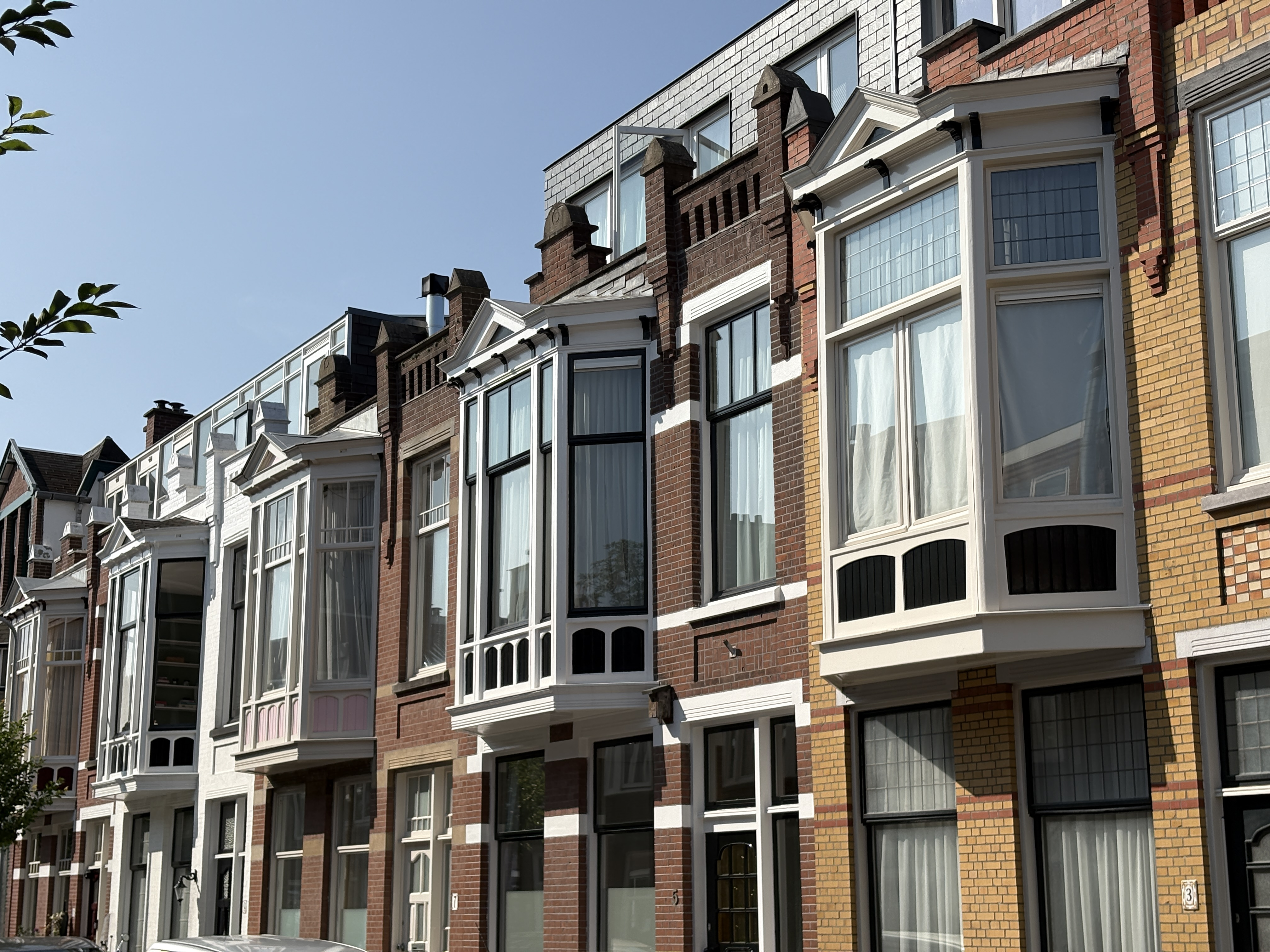
Fenstererker in Den Haag

## Sonstige Funktionen

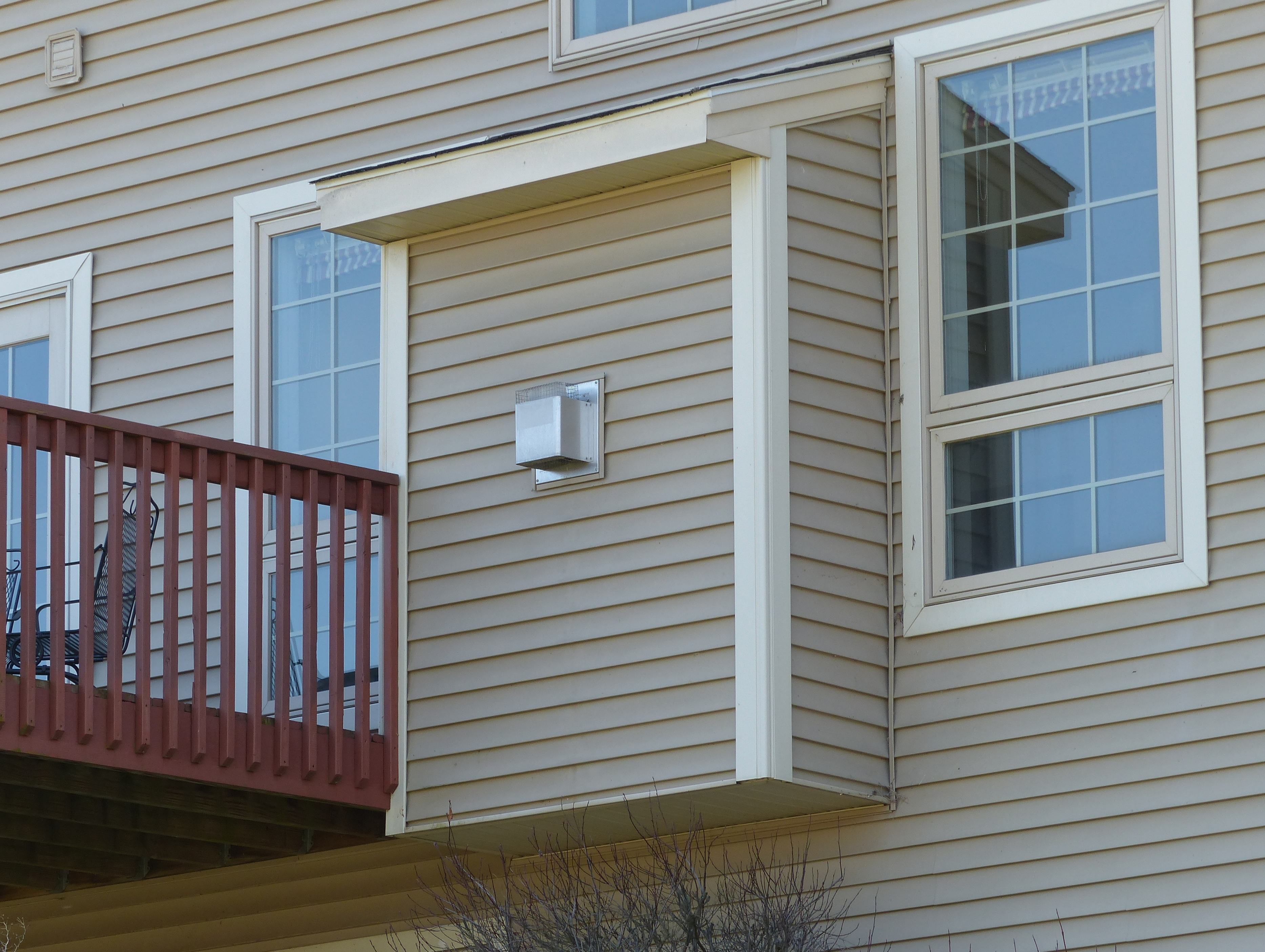
Gaskamin-Erker an einer McMansion

In den Vereinigten Staaten setzen einige Bauunternehmer Erker, um Gaskamine unterzubringen. Der Vorteil dieses Layouts besteht darin, dass weder ein ganzer Schornstein erbaut werden muss noch im betreffenden Raum Wohnfläche verloren geht. Die Vererkerung von Kaminen ohne Rücksicht auf das Erscheinungsbild des Hausäußeren gilt als fragwürdig und ist bei dem Haustyp McMansion verbreitet.